# Alexandra Gerhard-García
Alexandra Gerhard-García (* 8. Oktober 1974 in Köln) ist eine deutsch-venezolanische Schlagzeugerin, Percussionistin und Komponistin.

## Die ersten Jahre
Alexandra Gerhard-García ist in Köln geboren und aufgewachsen, hat aber ihre Wurzeln sowohl im karibischen Venezuela, als auch in Deutschland. Gerhard-García war bereits von Anfang an stark mit Musik in Kontakt durch ihren Vater Wolfgang Gerhard, selbst erfolgreicher Musikproduzent und Flamenco-Gitarrist, vor allem für seine „Jazz Meets Flamenco“ Platte bekannt.  Gerhard-García spielte zunächst Gitarre und Klavier, entdeckte aber dann ihre Leidenschaft für das Schlagzeug. Mit 12 Jahren begann sie ihren ersten Schlagzeugunterricht zu nehmen. Ihr Lehrer war dabei nicht in erster Linie Schlagzeuger, sondern Keyboarder.

## Profi-Karriere
Trotz ihrer Leidenschaft für die Musik plante Gerhard-García zunächst eine Karriere als Ärztin. Doch kurz vor ihrem Abitur entschied sie sich, Profi-Musikerin zu werden. Gerhard-García begann Musikwissenschaften an der Universität zu Köln zu studieren, nebenbei trat sie als Schlagzeugerin und auch als Chorsängerin auf. 1997 erfuhr Gerhard-Garcías Schlagzeugkarriere durch einen Motorradunfall einen Rückschlag, doch im Rahmen der Rehabilitation fand sie zu ihrer Kraft und zum Schlagzeugspielen zurück. Sie brach das Studium der Musikwissenschaft ab und schrieb sich für Kurse am Drummers Institute in Düsseldorf ein. Später zog sie nach New York City, USA, um ihre Ausbildung am Drummers Collective fortzusetzen. Seitdem hat Gerhard-García mit verschiedenen Musikern zusammengearbeitet wie Maipú, Simple Life, Alex Oriental Experience, Sigo Lorfeo, Loona, Brasilexa, Eli Goulart, Ana Bonfim und Valdeci Oliveira.
Nur ein Jahr nach ihrem Unfall veröffentlichte Gerhard-García 1998 ihr erstes Album „Eternal“ (Canastero Label) mit 8 Latin-inspirierten Jazzstücken. Für viele Alben unüblich, wird dabei die Schlagzeugerin Gerhard-García als Hauptaugenmerk in den Vordergrund gestellt. Eternal erhielt großes Lob unter anderem vom “Drum! Magazine”, welches Gerhard-García in ihrer „New Blood“ Kolumne vorstellte.

## Garcia Orchestra
Im Jahre 2000 gründete Gerhard-García ihre eigene Band, das Garcia Orchestra. Das Line-up bestand dabei aus den Musikern Jost Edelhoff an der E-Gitarre, Andrey Muratov an den Keyboards, Achim Schröter am Saxophon und Christoph Wolff am E-Bass. Im selben Jahr spielten Gerhard-García und ihre Band das Album „Crossroads“ ein, welches Jazz und Rock Fusion mit Latin und Funk-Einflüssen verband. Im Gegensatz zu Eternal komponierte Gerhard-García die komplette Musik für dieses Album. Crossroads wurde 2001 unter dem Bandnamen des Garcia Orchestra veröffentlicht, erneut unter dem Canastero Label.
Zusätzlich zu ihrer Arbeit im Studio hat das Garcia Orchestra auf diversen Jazzfestivals gespielt, wie die 12. Jazznacht Hürth, die Düsseldorfer Jazz-Rally, das Hessenjazz-Festival Idstein und auch im Bürgertreff Ingolstadt. Neben ihrer Tätigkeit als Schlagzeugerin und Musikkomponistin besaß Gerhard-García zusätzlich eine eigene Musikschule, in der sie bis Juli 2012 Schlagzeugunterricht gegeben hat.

## Zweite Karriere
Obwohl immer noch im Musikgeschäft aktiv, entschied sich Gerhard-García zu einer zweiten Karriere als Ärztin. Sie schloss ihr Studium an der Universität zu Köln im Juni 2012 ab mit anschließender Promotion im November 2012. Dann absolvierte sie ihre Weiterbildung in der Inneren Medizin mit der Spezialisierung zur Kardiologin.

## Diskographie
- Alexandra Gerhard-Garcia „Eternal“ Canastero Music
- Garcia Orchestra „Crossroads“ Canastero Music
- Garcia Orchestra/Various „Hessenjazz-Festival, Vol.5“ VMP
- Marguay „Three Sins“ /